# Патрик (Јужна Каролина)
Патрик (енгл. Patrick) град је у америчкој савезној држави Јужна Каролина.

## Демографија
По попису из 2010. године број становника је 351, што је 3 (-0,8%) становника мање него 2000. године.
| Група             | 2000.       | 2010.       |
| Белци             | 267 (75,4%) | 265 (75,5%) |
| Афроамериканци    | 84 (23,7%)  | 80 (22,8%)  |
| Азијати           | 0 (0,0%)    | 0 (0,0%)    |
| Хиспаноамериканци | 8 (2,3%)    | 1 (0,3%)    |
| Укупно            | 354         | 351         |